# Малинівська вулиця (Київ, Воскресенська слобідка)
Мали́нівська ву́лиця — зникла вулиця, що існувала в Дніпровському районі міста Києва, місцевість Воскресенська слобідка. Пролягала від Задніпровської вулиці до тодішнього бульвару Перова (нині Воскресенський проспект).

## Історія
Вулиці виникла у 1-й половині XX століття під назвою Нова. Назву Малинівська вулиця набула 1957 року.
У 1965 році частина вулиця отримала назву вулиця Едуарда Вільде. 
Решта вулиці ліквідована наприкінці 1970-х — на початку 1980-х років у зв'язку зі знесенням старої забудови Воскресенської слобідки та частковим переплануванням місцевості.
Нині існує у вигляді міжквартального проїзду від Воскресенського проспекту в бік Райдужної вулиці.